# Yvonne Bönischová
Yvonne Bönischová (* 29. prosince 1980) je bývalá německá zápasnice – judistka, olympijská vítězka z roku 2004.

## Sportovní kariéra
S judem začínala v 6 letech v rodném Ludwigsfelde v kroužku. Od svých 14 let se připravovala v Postupimi v místním univerzitním klubu UJKC pod vedením Axela Kirchnera. V německé ženské reprezentaci se pohybovala od roku 1999 potom co začala shazovat do lehké váhy do 57 kg. Kvalifikaci na olympijské hry v Sydney ještě nestihla, ale od roku 2001 se začala prosazovat mezi světovou špičku.
V roce 2003 si druhým místem na mistrovství světa v Osace zajistila účast na olympijských hrách v Athénách v roce 2004. Do Athén přijela výborně připravená. V úvodním kole vybodovala obhájkyni prvenství Španělku Isabel Fernándezovou. Kouzlem jejího úspěchu byl koncentrovaný boj o úchop a následné trestání chyb soupeřek nejčastěji strhy joko-sutemi-waza (tani-otoši) nebo ko-soto-gake. Ve čtvrtfinále hned v úvodních sekundách strhla na zem Japonku Kie Kusakabeovou a držením joko-šiho-gatame zvítězila na ippon. V semifinále porazila kontrachvatem tani-otoši na ippon Nizozemku Deborah Gravenstijnovou a postoupila do finále proti severní Korejce Kje Sun-hui. Po pasivním úvodu, za který dostala se soupeřkou šido využila ve druhé minutě pohybu soupeřky směrem vpřed a uči-matou jí dotáhla na juko. Tento bodový držela po zbytek zápasu. V závěrečné minutě dostala druhé šido za stahování a ustála bez ztráty bodu dva nebezpečné strhy. Rozdílem koky získala zlatou olympijskou medaili.
V roce 2008 se kvalifikovala na olympijské hry v Pekingu, ale nezvládla zápas úvodního kola s Italkou Giulií Quintavalleovou, které podlehla na wazari technikou o-soto-gari. Přes opravný pavouk se do bojů o medaile neprobojovala. Sportovní kariéru ukončila v roce 2010. Věnuje se trenérské práci. Od roku 2017 působí u izraelské ženské judistické reprezentace.

## Výsledky
| Turnaj             | 1995 | 1996        | 1997        | 1998        | 1999       | 2000       | 2001       | 2002       | 2003       | 2004       | 2005       | 2006       | 2007       | 2008       |
| Turnaj             | 15   | 16          | 17          | 18          | 19         | 20         | 21         | 22         | 23         | 24         | 25         | 26         | 27         | 28         |
| Turnaj             | -56  | polostřední | polostřední | polostřední | lehká váha | lehká váha | lehká váha | lehká váha | lehká váha | lehká váha | lehká váha | lehká váha | lehká váha | lehká váha |
| ------------------ | ---- | ----------- | ----------- | ----------- | ---------- | ---------- | ---------- | ---------- | ---------- | ---------- | ---------- | ---------- | ---------- | ---------- |
| Olympijské hry     |      | —           |             |             |            | —          |            |            |            | 1.         |            |            |            | úč.        |
| Mistrovství světa  | —    |             | —           |             | —          |            | úč.        |            | 2.         |            | 2.         |            | 7.         |            |
| Mistrovství Evropy | —    | —           | —           | —           | —          | —          | —          | 2.         | —          | —          | —          | 7.         | 2.         | —          |
| MS juniorů         |      | —           |             | —           |            |            |            |            |            |            |            |            |            |            |
| ME juniorů         | úč.  | —           | —           | —           | —          |            |            |            |            |            |            |            |            |            |

### Olympijské hry
| Rok      | Kategorie  |  | 1/32                               | 1/16                              | čtvrtfinále                         | semifinále                         | finále                      |  | o bronz | opravy | opravy                       | opravy                         |
| -------- | ---------- |  | ---------------------------------- | --------------------------------- | ----------------------------------- | ---------------------------------- | --------------------------- |  | ------- | ------ | ---------------------------- | ------------------------------ |
| LOH 2004 | lehká váha |  | výhra – waz/tno I. Fernándezová    | výhra – 0:17/uma/drž J. Garcíaová | výhra – 0:38/tno+ysg K. Kusakabeová | výhra – 1:21/tno D. Gravenstijnová | výhra – yuk/uma Kje Sun-hui |  | —       | —      | —                            | —                              |
| LOH 2008 | lehká váha |  | prohra – waz/osg G. Quintavalleová | —                                 | —                                   | —                                  | —                           |  | —       | —      | prohra – kok/yga B. Harelová | výhra – waz/ksk Ch. Erdenet-Od |